# Rutland (Anglia)
Rutland (kiejtése: /ˈrʌtlənd/) Anglia egyik ceremoniális megyéje és egyben egységes hatósága a North East England régióban. Nyugatról Leicestershire, északkeletről Lincolnshire, délkeletről Northamptonshire megyékkel határos. Közigazgatási székhelye Oakham. 
Lakossága 2014-ben 37 600 fő volt. Rutland a City of London után a második legkisebb népességű angol megye.

## Története
A Rutland grófja (Earl of Rutland) címet háromszor hozták létre, kétszer a királyi család tagjai számára, majd 1525-ben Thomas Manners kapta meg, innentől kezdve az ő leszármazottai örökölték a tisztséget. 1703-ban hercegséggé (Duke of Rutland) emelték. A hercegi család a leicestershire-i Belvoir kastélyban lakott. A rutlandi seriffi hivatalt 1129-ben hozták létre. 
Az 1972-es önkormányzati reform során Rutland megyei státuszát megszüntették és Leicestershire egyik kerülete vált belőle. Jogállást 1994-ben vizsgálták felül, amikor egységes hatósággá vált és egyben visszaállították a ceremoniális megyét is (bár a posta csak 2008-tól számította különálló megyének Rutlandot). A változások miatt a megyei tanács teljes hivatalos neve Rutland Megyei Tanácsának Kerületi Tanácsa.  
Rutland Leicestershire Melton kerületével közösen alkot egy választókörzetet. A 2015-ös választás után a körzetben a Konzervatív Párt jelöltje, Alan Duncan győzött.

## Földrajza
Rutland területe 382 km², amivel 45. a 48 angol ceremoniális megye között. Geológiáját a lincolnshire-i mészkő alapkőzetre rétegződő, különböző színű, kagylókövületekben gazdag, homokból és anyagból álló folyóüledékek határozzák meg (ún. Rutland-formáció). A megye közepén található a Rutland Water, egy 11 km²-es víztározó; építését 1971-ben kezdték, ekkor Európa legnagyobb mesterséges tava volt. A megye folyói a Chater, Eye Brook, Gwash és Welland. Rutland legmagasabb pontja a 197 méteres Flitteriss Park; legalacsonyabb pontja Belmesthorpe mellett található, ez 17 méterrel fekszik a tengerszint fölött.
A megyének mindössze két városi (town) rangú települése van: Oakham (9 975 fő) és Uppingham (3 781 fő) 

## Népessége
Rutland lakossága 2011-ben 37 369 fő volt, ami 8%-os növekedést jelent a 2001 óta. A lakosok 2,7%-tartozott valamilyen etnikai kisebbséghez (szemben az országos 9,1%-kal).
2006-os adatok szerint Rutlandban volt a legmagasabb a termékenységi ráta, az átlagos rutlandi nőnek 2,81 gyermeke volt, szemben Tyne and Wear 1,67-es adatával. Egy 2012-es felmérés szerint Rutland volt az Egyesült Királyság legboldogabb megyéje. 

## Gazdasága
A megyében 17 ezer munkaképes korú lakos él. 30,8%-uk állami alkalmazott (a közigazgatásban, oktatásban vagy egészségügyben), 29,7% a szolgáltató szektorban (éttermek, szállodák, szállítás) 16,7% pedig az iparban dolgozik. A nagyobb munkáltatók a Lands' End ruhakereskedő cég és a Ketton Cementgyár. A védelmi minisztérium két laktanyát tart fenn a megyében. Az ashwelli fogházat egy 2011-es börtönlázadás miatt bezárták. Régebben vasércet bányásztak a megyében, de a 60-as 70-es években a bányákat bezárták. 

## Látnivalók

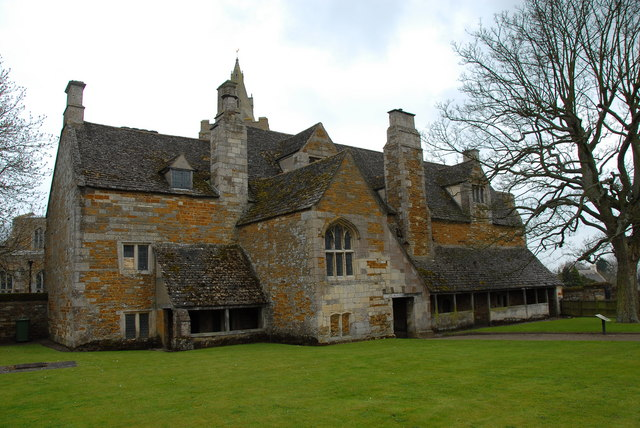
Lyddington Bede House
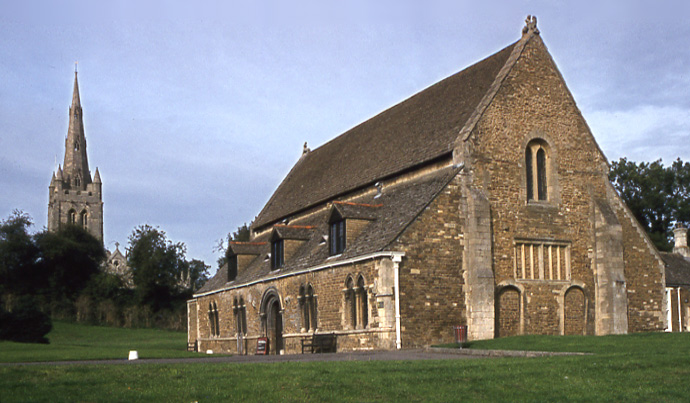
Oakham vára
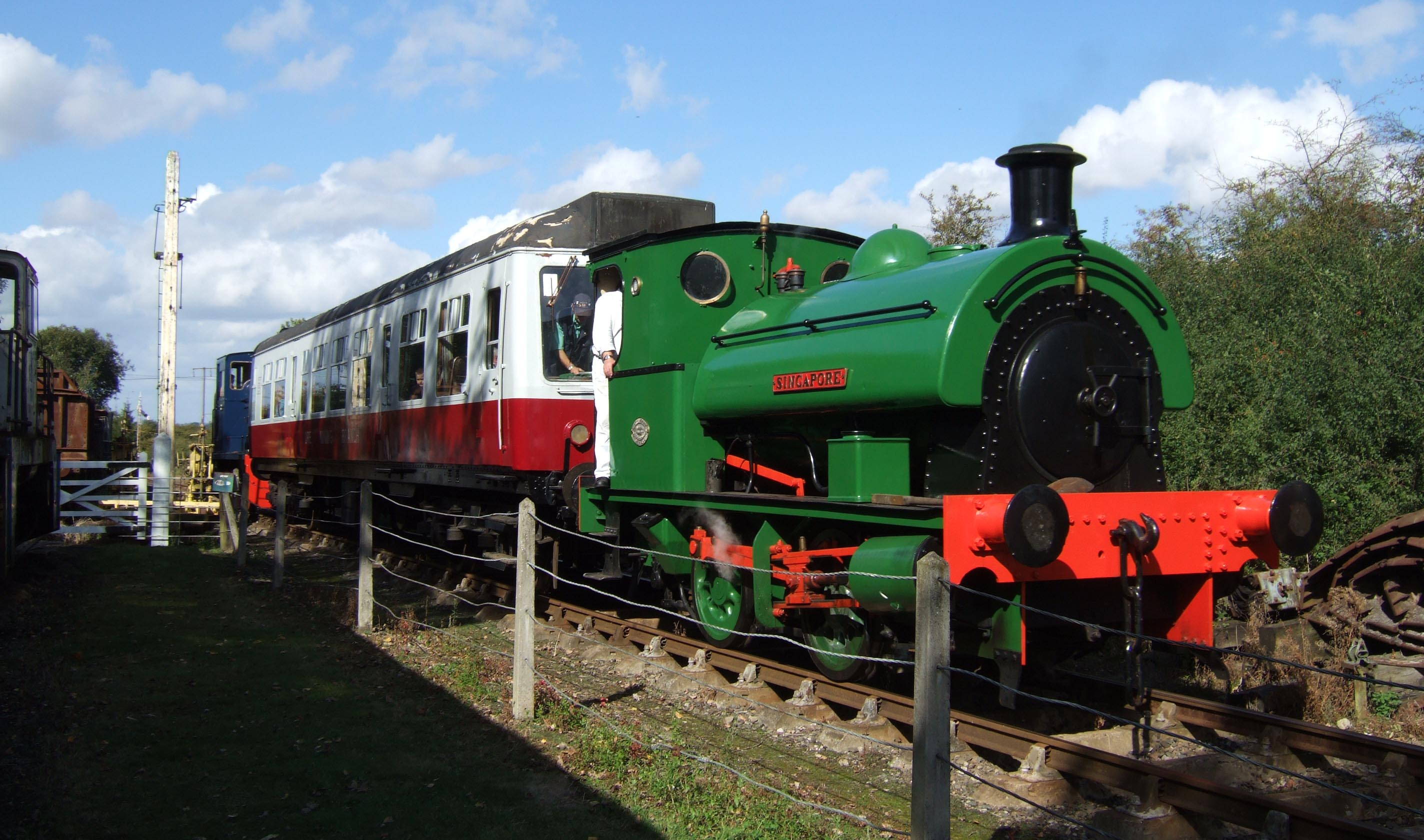
Rutlandi vasútmúzeum
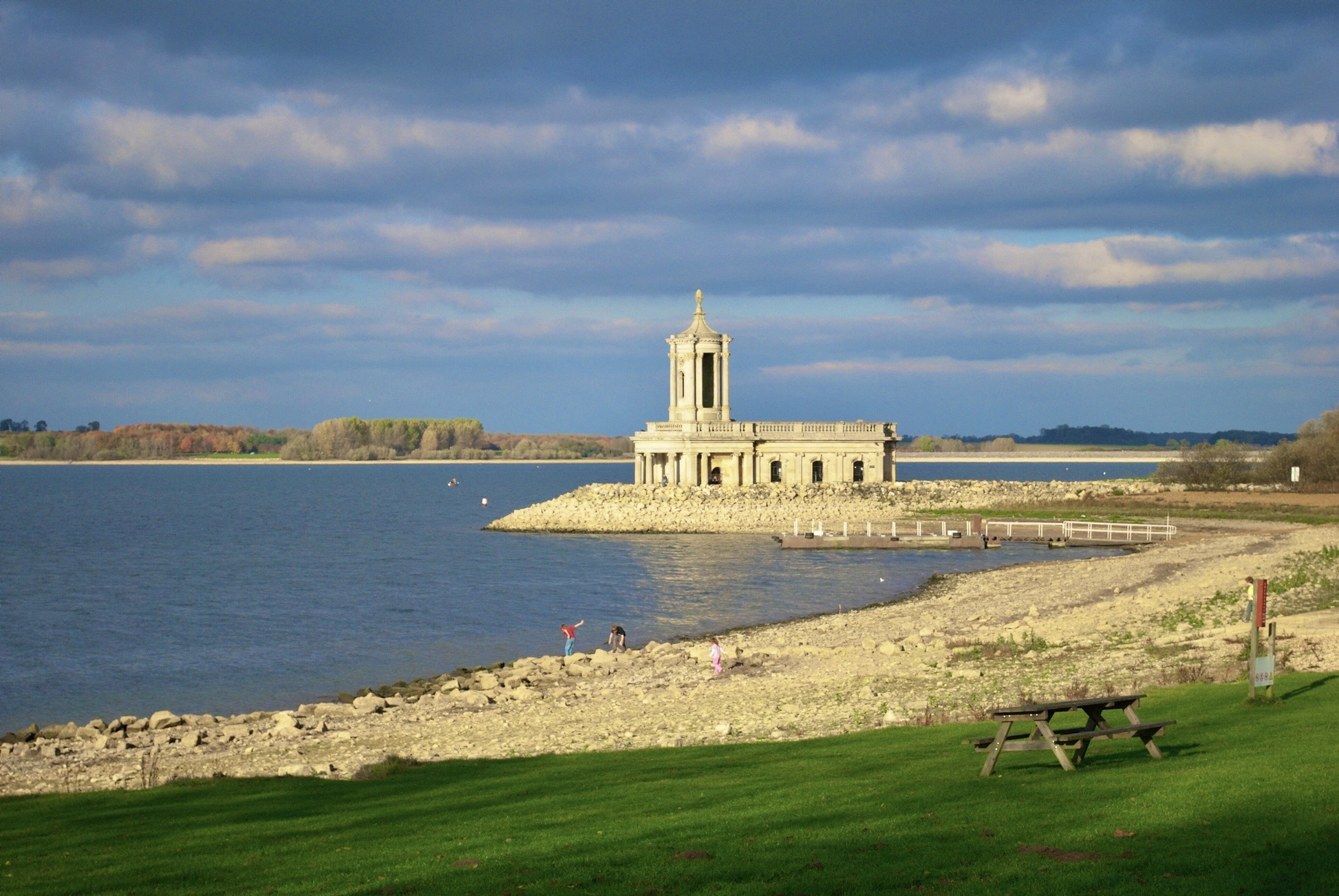
Rutland Water tava

## Fordítás
- Ez a szócikk részben vagy egészben  a   Rutland című angol Wikipédia-szócikk ezen változatának fordításán alapul.  Az eredeti cikk szerkesztőit annak laptörténete sorolja fel. Ez a jelzés csupán a megfogalmazás eredetét és a szerzői jogokat jelzi, nem szolgál a cikkben szereplő információk forrásmegjelöléseként.